# Радченко, Александр Александрович
Александр Александрович Радченко (род. 3 октября 1932, Москва) — российский инженер-конструктор, специалист в области разработки ядерных боеприпасов. Лауреат Государственной премии СССР 1979 года.

## Биография
Окончил Московское высшее техническое училище им. Н. Э. Баумана (1956).
С 1956 года работал во ВНИИА в должностях от инженера до первого заместителя главного конструктора, с 2007 года — советник главного конструктора.

## Награды и звания
- Государственная премия СССР 1979 г. — за создание и освоение в серийном производстве ядерных боеприпасов для ВМФ.
- Заслуженный конструктор Российской Федерации (1996).
- орден Октябрьской Революции (1976),
- медали «За трудовую доблесть», «За доблестный труд. В ознаменование 100-летия со дня рождения В. И. Ленина», «Ветеран труда», «300 лет Российскому Флоту».